# Cyphosaccus norvegicus
Cyphosaccus norvegicus är en kräftdjursart som beskrevs av Hilbrand Boschma 1962. Cyphosaccus norvegicus ingår i släktet Cyphosaccus, och familjen Peltogastridae. Arten är reproducerande i Sverige.